# Ievguenia Koulikovskaïa
Ievguenia Koulikovskaïa (russe : Евгения Куликовская), née le 21 décembre 1978, est une joueuse de tennis russe, professionnelle de 1994 à 2004.
Elle a gagné quatre tournois WTA au cours de sa carrière, tous en double dames.
Rareté parmi les joueurs et joueuses de tennis, Kulikovskaya était ambidextre; elle a joué avec deux coups droits et aucun revers, changeant de main de raquette en fonction de la provenance de la balle.

## Palmarès

### Titres en double dames
| No | Date       | Nom et lieu du tournoi           | Catégorie | Dotation  | Surface      | Partenaire        | Finalistes                            | Score    |          |
| -- | ---------- | -------------------------------- | --------- | --------- | ------------ | ----------------- | ------------------------------------- | -------- | -------- |
| 1  | 19-04-1999 | Westel 900 Open Budapest         | Tier IVa  | 142 500 $ | Terre (ext.) | Sandra Nacuk      | Laura Montalvo Virginia Ruano Pascual | 6-3, 6-4 | Parcours |
| 2  | 07-06-1999 | Tashkent Open Tachkent           | Tier IVb  | 112 500 $ | Dur (ext.)   | Patricia Wartusch | Eva Bes-Ostariz Gisela Riera-Roura    | 7-6, 6-0 | Parcours |
| 3  | 08-07-2002 | Internazionali Femminili Palerme | Tier V    | 110 000 $ | Terre (ext.) | Ekaterina Sysoeva | Lioubomira Batcheva Angelika Roesch   | 6-4, 6-3 | Parcours |
| 4  | 04-08-2003 | Nordea Nordic Light Open Espoo   | Tier IV   | 140 000 $ | Terre (ext.) | Elena Tatarkova   | Tatiana Perebiynis Silvija Talaja     | 6-2, 6-4 | Parcours |

### Finales en double dames
| No | Date       | Nom et lieu du tournoi                        | Catégorie | Dotation  | Surface      | Vainqueures                         | Partenaire        | Score         |          |
| -- | ---------- | --------------------------------------------- | --------- | --------- | ------------ | ----------------------------------- | ----------------- | ------------- | -------- |
| 1  | 13-04-1998 | Makarska International Championships Makarska | Tier IV   | 107 500 $ | Terre (ext.) | Tina Križan Katarina Srebotnik      | Karin Kschwendt   | 7-6, 6-1      | Parcours |
| 2  | 02-08-1999 | Sanex Trophy Knokke-Zoute                     | Tier IVb  | 112 500 $ | Terre (ext.) | Eva Martincová Elena Wagner         | Sandra Nacuk      | 3-6, 6-3, 6-3 | Parcours |
| 3  | 15-11-1999 | Volvo Women’s Open Pattaya                    | Tier IVb  | 112 500 $ | Dur (ext.)   | Åsa Svensson Émilie Loit            | Patricia Wartusch | 6-1, 6-4      | Parcours |
| 4  | 06-05-2002 | J&S Cup Varsovie                              | Tier III  | 170 000 $ | Terre (ext.) | Jelena Kostanić Henrieta Nagyová    | Silvija Talaja    | 6-1, 6-1      | Parcours |
| 5  | 22-07-2002 | Idea Prokom Open Sopot                        | Tier III  | 300 000 $ | Terre (ext.) | Svetlana Kuznetsova Arantxa Sánchez | Ekaterina Sysoeva | 6-2, 6-2      | Parcours |
| 6  | 03-02-2003 | WTA Indian Open Hyderabad                     | Tier IV   | 140 000 $ | Dur (ext.)   | Elena Likhovtseva Iroda Tulyaganova | Tatiana Poutchek  | 6-4, 6-4      | Parcours |

## Parcours en Grand Chelem

### En simple dames
| Année | Open d'Australie | Open d'Australie | Internationaux de France | Internationaux de France | Wimbledon       | Wimbledon         | US Open        | US Open      |
| ----- | ---------------- | ---------------- | ------------------------ | ------------------------ | --------------- | ----------------- | -------------- | ------------ |
| 1998  | -                | -                | -                        | -                        | -               | -                 | 2e tour (1/32) | Anne Miller  |
| 1999  | -                | -                | 1er tour (1/64)          | Silvia Farina            | 1er tour (1/64) | Maureen Drake     | -              | -            |
| 2001  | -                | -                | -                        | -                        | -               | -                 | 2e tour (1/32) | Monica Seles |
| 2003  | 1er tour (1/64)  | Stéphanie Foretz | 2e tour (1/32)           | Magdalena Maleeva        | 1er tour (1/64) | Angelique Widjaja | -              | -            |

À droite du résultat, l’ultime adversaire.

### En double dames
| Année | Open d'Australie              | Open d'Australie           | Internationaux de France      | Internationaux de France  | Wimbledon                   | Wimbledon                 | US Open                       | US Open                    |
| ----- | ----------------------------- | -------------------------- | ----------------------------- | ------------------------- | --------------------------- | ------------------------- | ----------------------------- | -------------------------- |
| 1998  | -                             | -                          | -                             | -                         | -                           | -                         | 1er tour (1/32) Lenka Cenková | Lisa Raymond Rennae Stubbs |
| 1999  | -                             | -                          | 1er tour (1/32) Olga Lugina   | C. Cristea R. Dragomir    | -                           | -                         | -                             | -                          |
| 2000  | -                             | -                          | 1er tour (1/32) P. Wartusch   | Eva Bes Gisela Riera      | 1er tour (1/32) P. Wartusch | K. Hrdličková B. Rittner  | -                             | -                          |
| 2002  | -                             | -                          | -                             | -                         | -                           | -                         | 3e tour (1/8) E. Sysoeva      | C. Morariu Kimberly Po     |
| 2003  | 1er tour (1/32) T. Poutchek   | Cara Black Likhovtseva     | 1er tour (1/32) T. Perebiynis | S. Jeyaseelan J. Kostanić | 2e tour (1/16) S. Talaja    | Cara Black Likhovtseva    | 1er tour (1/32) S. Talaja     | Cho Yoon S. Stosur         |
| 2004  | 1er tour (1/32) T. Perebiynis | C. Dellacqua Nicole Sewell | 1er tour (1/32) Darya Kustova | M. Casanova P. Wartusch   | 1er tour (1/32) C. Dhenin   | Nadia Petrova Shaughnessy | -                             | -                          |

Sous le résultat, la partenaire ; à droite, l’ultime équipe adverse.

### En double mixte
| Année | Open d'Australie | Open d'Australie | Internationaux de France | Internationaux de France | Wimbledon                    | Wimbledon             | US Open | US Open |
| 2003  | -                | -                | -                        | -                        | 1er tour (1/32) A. Olhovskiy | J. Husárová Petr Pála | -       | -       |

Sous le résultat, le partenaire ; à droite, l’ultime équipe adverse.

## Parcours en Fed Cup
| #                                                                  | Date       | Lieu   | Surface      | Gagnante(s)                  | Perdante(s)                               | Score    |          |
|                                                                    |            |        |              |                              |                                           |          |          |
| 1997 - Barrage (groupe mondial II) - Corée du Sud - Russie - 1 : 4 |            |        |              |                              |                                           |          |          |
| 1                                                                  | 12/07/1997 | Séoul  | Terre (ext.) | Cho Yoon-jeong Choi Young-ja | Ievguenia Koulikovskaïa Ekaterina Sysoeva | 6-1, 6-3 | Parcours |
|                                                                    |            |        |              |                              |                                           |          |          |
| 1998 - Barrage (groupe mondial I) - Russie - Allemagne - 4 : 1     |            |        |              |                              |                                           |          |          |
| 2                                                                  | 25/07/1998 | Moscou | Dur (int.)   | Meike Babel Jana Kandarr     | Ievguenia Koulikovskaïa Ekaterina Sysoeva | 6-4, 6-2 | Parcours |

## Classements WTA en fin de saison

### En simple
| Année | 1993 | 1994 | 1995 | 1996 | 1997 | 1998 | 1999 | 2000 | 2001 | 2002 | 2003 | 2004 |
| Rang  | 932  | 494  | 327  | 224  | 139  | 100  | 197  | 301  | 136  | 112  | 164  | 814  |

Source : (en) « Classements de Ievguenia Koulikovskaïa », sur le site officiel du WTA Tour

### En double
| Année | 1993 | 1994 | 1995 | 1996 | 1997 | 1998 | 1999 | 2000 | 2001 | 2002 | 2003 | 2004 |
| Rang  | 565  | 290  | 281  | 260  | 130  | 129  | 92   | 130  | 213  | 69   | 68   | 260  |

Source : (en) « Classements de Ievguenia Koulikovskaïa », sur le site officiel du WTA Tour